# Маури, Эджидио
Эджидио Маури (итал. Egidio Mauri; 9 декабря 1828, Монтефьясконе, Папская область — 13 марта 1896, Феррара, королевство Италия) — итальянский кардинал, доминиканец. Епископ Риети с 22 декабря 1871 по 1 июня 1888. Епископ Озимо и Чинголи с 1 июня 1888 по 12 июня 1893. Архиепископ Феррары с 12 июня 1893 по 13 марта 1896. Кардинал-священник с 18 мая 1894, с титулом церкви Сан-Бартоломео-аль-Изола с 21 мая 1894 по 2 декабря 1895. Кардинал-священник с титулом церкви Санта-Мария-сопра-Минерва с 2 декабря 1895.